# Festival Internacional de Roteiro Cinematográfico em Língua Portuguesa
Criado em 2014, o Festival Internacional de Roteiro Cinematográfico em Língua Portuguesa (GUIÕES ou Festival Guiões) é um festival que acontece em Lisboa, Portugal, e é dedicado aos roteiros audiovisuais. Nele, há palestras, oficinas e outras atividades, como concursos de roteiros de longas-metragens e de pilotos de séries de televisão. Entre seus convidados, já estiveram presentes Carlos Saldanha (codiretor de A Era do Gelo), Aly Muritiba (roteirista e diretor de Deserto Particular) e José Carvalho (roteirista de Sai de Baixo).